# My Beautiful Dark Twisted Fantasy
Albums de Kanye West
VH1 Storytellers
(2010) Watch the Throne
(2011)
Singles
1. Power
Sortie : 30 juin 2010
2. Runaway
Sortie : 5 octobre 2010
3. Monster
Sortie : 23 octobre 2010
4. All of the Lights
Sortie : 18 janvier 2011

My Beautiful Dark Twisted Fantasy est le cinquième album studio de Kanye West, sorti le 22 novembre 2010 aux États-Unis.
Sa sortie, initialement prévue pour le 13 septembre 2010 en Europe et le lendemain en Amérique du Nord, a été repoussée à novembre 2010. Le 28 juillet 2010, Kanye West annonce l'abandon du titre initial de l'album, Good Ass Job. L'album a été un temps nommé Dark Twisted Fantasy.
Kanye West collabore ici avec Jay-Z, Bon Iver, Pusha T, Dwele, Rihanna, John Legend, Nicki Minaj, Rick Ross, Kid Cudi, Raekwon ainsi qu'avec les producteurs RZA, No I.D. et Bink.

## Critiques et succès commercial
My Beautiful Dark Twisted Fantasy a été largement acclamé par les critiques, malgré l'impopularité de Kanye West, due à l'incident avec la chanteuse Taylor Swift durant la cérémonie des MTV VMA en 2009. La plupart des critiques lui ont donné la note maximale, dont le prestigieux « 5 mics » du magazine The Source. Sans single entrant dans le top 15 des charts, Kanye West a réussi à vendre 496 000 copies de son album dès la première semaine, plaçant son album en première place des ventes américaines. Au bout de huit semaines, l'album s'est écoulé à plus d'un million d'exemplaires aux États -Unis. Le succès commercial de cet album peut être évalué comme relativement faible par rapport à son succès auprès des critiques. Cet album est donc considéré comme un grand « comeback » pour Kanye West, après avoir surpris ses fans avec 808s and Heartbreak en 2008, en s'éloignant du genre hip-hop.
Kanye West a su, dans cet album, mélanger le hip-hop le plus classique, composé de samples, de percussions et de raps élaborés, aux électroniques plus perfectionnées dignes de la pop, tels que le vocodeur, différents synthétiseurs et des mélodies accompagnées de refrains, permettant à Kanye West d'accéder au public de hip-hop puriste et de musique pop à la fois. L'album rassemble donc toutes les facettes de l'artiste, qui fut reconnu en tant que producteur à ses débuts pour ses productions basées autour de samples, et plus récemment pour ses productions orientées vers la pop. De plus, ses chansons sont basées autour d'évènements ayant marqué sa vie récente, Runaway et Lost in the World/Who Will Survive in America, traitant son impopularité face aux médias. On peut donc retrouver une partie de ses précédents albums dans chaque production, accompagnée de paroles autobiographiques, ce qui compose l'un des albums les plus reconnus de la dernière décennie.
Il a été élu meilleur album de l'année 2010 par les magazines The Times et Rolling Stone, et le webzine Pitchfork (il a reçu la note maximale de 10/10, fait extrêmement rare : le dernier album studio ayant reçu cette note étant sorti il y a plus de huit ans). En 2011, il reçoit le prix du meilleur artiste hip-hop de l'année aux BET Awards grâce à ce dernier opus. Plus récemment, en 2012, l'album reçoit le Grammy Award du meilleur album de rap et All of the Lights est sacré « meilleure chanson de rap » aux Grammy Awards. L'album fait partie du classement des 500 plus grands albums de tous les temps du magazine Rolling Stone en 2012 au rang n°17.

## Singles
- Le premier single de cet album est Power, en duo avec le chanteur Dwele. Coproduit avec Symbolyc One, il a été présenté le 2 juin 2010 sur le blog de Kanye West, puis disponible au téléchargement le 2 juillet. Il contient un sample de 21st Century Schizoid Man du groupe King Crimson.
- Le second single est Runaway en duo avec Pusha-T des Clipse. Kanye West a présenté une bande-annonce du clip, tourné à Prague, qui dure 35 minutes et comporte plus de la moitié des chansons de l'album[19].
- À l'origine annoncé pour l'album commun de Jay-Z et Kanye West Watch the Throne, Monster est finalement présent sur cet album et est le troisième single.
- Le quatrième single est All of the Lights[20]. Le titre contient des apparitions, parfois très brèves, d'artistes comme John Legend, The-Dream, Ryan Leslie, Charlie Wilson, Elly Jackson de La Roux, Alicia Keys, Fergie, Kid Cudi, Rihanna et Elton John

## Pochettes
Comme les pochettes des singles, celle de l'album est dessinée et peinte par l'artiste américain George Condo. Elle est présentée en octobre 2010. Elle montre un carré rouge au sein duquel on voit un homme noir, probablement Kanye West lui-même, une bouteille à la main et nu dans un lit. Il est « chevauché » par une femme sans bras mais avec des ailes. Le rappeur déclare sur son compte Twitter que les autorités américaines veulent la censurer. Cependant, une représentante de la chaîne de magasins Walmart déclare que personne n'avait vu cette fameuse pochette, et que l'album sera vendu dans leurs magasins tel quel. Par ailleurs, après la sortie de l'album, un proche de l'artiste George Condo déclare que Kanye West lui-même souhaitait une pochette qui serait interdite, pour créer du « buzz ».
Quatre autres pochettes ont été faites pour cet album, elles sont toutes regroupées à l'intérieur de l'album. Elles reprennent toutes la partie rouge, seule l'image centrale change :
- une danseuse étoile buvant un verre de vin,
- le visage de Kanye West déformé,
- une épée plantée dans la tête d'un Kanye West couronné,
- une épée plantée dans le sol à côté d'une couronne d'or.

## Liste des titres
| No  | Titre | Auteur | Contient un (des) sample(s) de | Durée |
| --- | --- | --- | --- | ----- |
| 1.  | Dark Fantasy (Produit par The RZA, Kanye West, No I.D.*, Jeff Bhasker** et Mike Dean**) | Kanye West, Robert Diggs, Ernest Wilson, Jeff Bhasker, Mike Dean, Malik Jones, Jon Anderson, Mike Oldfield                                                                                   | In High Places de Mike Oldfield featuring Jon Anderson Cinderella de Roald Dahl Good Music Cypher de Kanye West et Common feat. Pusha T, Big Sean et Cyhi da Prynce | 4:40  |
| 2.  | Gorgeous (featuring Kid Cudi et Raekwon – Produit par Kanye West, No I.D. et Mike Dean) | West, Wilson, Dean, Jones, Che Smith, Corey Woods, Scott Mescudi, Gene Clark, Roger McGuinn                                                                                                  | You Showed Me des Turtles | 5:57  |
| 3.  | Power (Produit par Kanye West, S1, Mike Dean**, Jeff Bhasker** et Andrew Dawson**) | West, Larry Griffin Jr., Dean, Bhasker, Andwele Gardner, Ken Lewis, François Bernheim, Jean-Pierre Lang, Boris Bergman, Robert Fripp, Michael Giles, Greg Lake, Ian McDonald, Peter Sinfield | Afromerica de Continent Number 6 21st Century Schizoid Man de King Crimson It's Your Thing des Cold Grits                                                           | 4:52  |
| 4.  | All of the Lights (Interlude) | | | 1:02  |
| 5.  | All of the Lights (featuring John Legend, The-Dream, Ryan Leslie, Tony Williams, Charlie Wilson, Elly Jackson, Alicia Keys, Fergie, Kid Cudi, Alvin Fields, Ken Lewis, Rihanna et Elton John – Produit par Kanye West et Jeff Bhasker*) | West, Bhasker, Jones, Warren Trotter | | 4:59  |
| 6.  | Monster (featuring Jay-Z, Rick Ross, Nicki Minaj et Bon Iver – Produit par Kanye West, Mike Dean, Plain Pat et Jeff Bhasker) | West, Shawn Carter, Patrick Reynolds, Dean, William Roberts II, Onika Maraj, Justin Vernon, Bhasker                                                                                          | | 6:18  |
| 7.  | So Appalled (featuring Swizz Beatz, Jay-Z, Pusha T, Cyhi the Prynce et RZA – Produit par Kanye West, No I.D., Mike Dean* et Jeff Bhasker*)                                                                                              | West, Wilson, Dean, Carter, Terrence Thornton, Cydel Young, Kaseem Dean, Diggs, Manfred Mann                                                                                                 | You Are - I Am du Manfred Mann's Earth Band Think (About It) de Lyn Collins Can't Knock the Hustle de Jay-Z featuring Mary J. Blige                                 | 6:38  |
| 8.  | Devil in a New Dress (featuring Rick Ross – Produit par Bink et Mike Dean*) | West, Roosevelt Harrell, Dean, Roberts II, Jones, Carole King, Gerry Goffin | Will You Love Me Tomorrow? de Smokey Robinson O Lets Do It de Waka Flocka Flame featuring Capp                                                                      | 5:52  |
| 9.  | Runaway (featuring Pusha T – Produit par Kanye West, Emile, Jeff Bhasker et Mike Dean) | West, Emile Haynie, Thornton, Bhasker, Dean, Jones, John Branch | Expo '83 des Backyard Heavies Mary Jane (Live) de Rick James Introduction to Star Time! de James Brown                                                              | 9:08  |
| 10. | Hell of a Life (Produit par Kanye West, Mike Caren* et Mike Dean*) | West, Mike Caren, Wilson, Dean, Sylvester Stewart, Tony Joe White, Terence Butler, Anthony Iommi, John Osbourne, William Ward                                                                | Iron Man de Black Sabbath She's My Baby des Mojo Men Stud-Spider de Tony Joe White                                                                                  | 5:27  |
| 11. | Blame Game (featuring John Legend – Produit par Kanye West, DJ Frank E et Mike Dean**) | West, Justin Franks, Khloe Mitchell, Dean, John Stephens, Richard James | Avril 14th d'Aphex Twin | 7:49  |
| 12. | Lost in the World (featuring Bon Iver – Produit par Kanye West, Jeff Bhasker*, Ken Lewis* et Anthony Kilhoffer*) | West, Bhasker, Manu Dibango, Vernon, Gil Scott-Heron | Comment #1 de Gil Scott-Heron Soul Makossa de Manu Dibango Woods de Bon Iver Think (About It) de Lyn Collins Hook and Sling - Part I d'Eddie Bo                     | 4:16  |
| 13. | Who Will Survive in America (Produit par Kanye West, Jeff Bhasker*, Ken Lewis* et Anthony Kilhoffer*) | West, Bhasker, Scott-Heron | Comment #1 de Gil Scott-Heron | 1:38  |

| 14. | See Me Now (featuring Beyoncé, Charlie Wilson et Big Sean – Produit par Kanye West, No I.D. et Lex Luger) | West, Sean Anderson, Beyoncé, Charles Wilson | Think About You de Brian Russell et Brenda Russell | 6:03 |

| 1. | Runaway (Court métrage – Réalisé par Hype Williams) | Funky President (People It's Bad) de James Brown | 35:00 |

* (*) désigne le coproducteur

* (**) désigne la production additionnelle

## Titre inédit
Une chanson enregistrée lors des sessions d'enregistrement de l'album n'a pas été retenue dans la liste finale des titres. Il s'agit du titre Eyes Closed qui est apparu sur Internet quelques semaines après la sortie de l'album, et qui a finalement été utilisé sur l'album de Snoop Dogg intitulé Doggumentary. D'autres chansons comme The Joy, Live Fast Die Young devaient apparaître dans l'album mais elles ont été placées respectivement sur les albums Watch the Throne de Jay-Z et Kanye West, et sur Teflon Don de Rick Ross. Une autre chanson a été interprétée a cappella par Kanye West lors d'un rassemblement au bureau de Facebook qui était dite comme étant sur l'album, elle se nommait Mama's Boy.

## Classements
| Classement / pays (2010)         | Meilleur position |
| -------------------------------- | ----------------- |
| Australie - ARIA Charts          | 6                 |
| Belgique - Ultratop              | 21                |
| Canadian Albums Chart            | 1                 |
| Danemark                         | 4                 |
| Pays-Bas - MegaCharts            | 17                |
| Allemagne - Media Control Charts | 19                |
| Irlande                          | 18                |
| Nouvelle-Zélande - RIANZ         | 10                |
| Norvège - VG-lista               | 11                |
| Suède - Sverigetopplistan        | 19                |
| Suisse - Swiss Music Charts      | 10                |
| UK Albums Chart                  | 16                |
| Billboard 200                    | 1                 |
| Billboard R&B/Hip-Hop Albums     | 1                 |
| Billboard Rap Albums             | 1                 |

| Pays        | Associations | Certification |
| ----------- | ------------ | ------------- |
| Australie   | ARIA         | Or            |
| Danemark    | IFPI         | Or            |
| États-Unis  | RIAA         | Platine       |
| Royaume-Uni | BPI          | Argent        |

## G.O.O.D. Fridays
G.O.O.D. Fridays est une opération promotionnelle lancée par Kanye West sur Internet pour la sortie de l'album. Un morceau inédit était présenté chaque vendredi jusqu'à la sortie de l'album, pendant un peu plus d'un mois. Kanye West y a présenté la plupart des morceaux de My Beautiful Dark Twisted Fantasy, dans des versions souvent non définitives. Il a mis également en avant certains artistes de son label GOOD Music.
Dès janvier 2016, Kanye West relance les G.O.O.D. Fridays pour la promotion de son 7e album, Swish.
| Titre | Date de présentation | Notes |
| --- | -------------------- | --- |
| Power (Remix) (Kanye West featuring Jay-Z & Swizz Beatz)                                                                                | 20 août 2010         | Swizz Beatz produit la seconde moitié du titre et utilise un sample du titre de Snap!, The Power. |
| Monster (Kanye West featuring Jay-Z, Rick Ross, Bon Iver & Nicki Minaj)                                                                 | 27 août 2010         | Rapidement retiré du site Internet des G.O.O.D. Friday en raison de sa commercialisation en single officiel. Le titre atteint la 18e du Billboard Hot 100. |
| Runaway Love (Remix) (Kanye West featuring Justin Bieber & Raekwon)                                                                     | 30 août 2010         | En remplacement de Monster. |
| Devil In A New Dress (Kanye West) | 3 septembre 2010     | C'est une version non définitive de celle qui apparaîtra ensuite sur My Beautiful Dark Twisted Fantasy : il n'y a pas le solo de guitare et le couplet de Rick Ross. Le titre est produit par Bink!. |
| Good Friday (Kanye West featuring Common, Pusha T, Kid Cudi, Big Sean & Charlie Wilson)                                                 | 10 septembre 2010    | — |
| Lord Lord Lord (Kanye West featuring Mos Def, Swizz Beatz, Raekwon & Charlie Wilson)                                                    | 17 septembre 2010    | Après la sortie de la chanson, Mos Def confirme sa signature sur le label GOOD Music. |
| So Appalled (Kanye West featuring RZA, Jay-Z, Pusha T, Swizz Beatz & CyHi da Prynce)                                                    | 24 septembre 2010    | C'est une version non définitive de celle de My Beautiful Dark Twisted Fantasy. |
| Christian Dior Denim Flow (Kanye West featuring Kid Cudi, Pusha T, John Legend, Lloyd Banks & Ryan Leslie)                              | 1er octobre 2010     | Le titre est sorti avant que Kanye West annonce l'arrêt des GOOD Fridays en raison de la publication illicite de certaines de ses chansons. |
| Don't Stop! (Child Rebel Soldier) | 8 octobre 2010       | Enregistré et produit un an plus tôt. |
| Take One for the Team (Kanye West featuring Keri Hilson, Pusha T & CyHi da Prynce)                                                      | 15 octobre 2010      | — |
| Don't Look Down (Kanye West featuring Mos Def, Lupe Fiasco & Big Sean)                                                                  | 22 octobre 2010      | Le titre parle de la relation avec un phénix, comme dans le film-clip de Runaway. Le son est produit par Swizz Beatz. |
| The Joy (Kanye West featuring Pete Rock, Jay-Z, Charlie Wilson, Curtis Mayfield & Kid Cudi)                                             | 29 octobre 2010      | Une version assez proche est présente dans l'édition deluxe de Watch the Throne. |
| Looking for Trouble (Kanye West featuring Pusha T, CyHi da Prynce, Big Sean & J. Cole)                                                  | 5 novembre 2010      | Également inclus en titre bonus sur la mixtape Friday Night Lights de J. Cole. |
| Chain Heavy (Kanye West featuring Talib Kweli & Consequence)                                                                            | 12 novembre 2010     | Le titre était prévu comme titre bonus de My Beautiful Dark Twisted Fantasy mais a finalement été abandonné. Le titre est produit par Q-Tip. |
| Christmas In Harlem (Kanye West featuring Cam'ron, Jim Jones, Vado, CyHi Da Prynce, Pusha T, Musiq Soulchild, Teyana Taylor & Big Sean) | 24 décembre 2010     | Deux versions différentes sont sorties le 17 décembre 2010. Il n'était pas prévu que la chanson soit publiée. C'est la seule chanson des GOOD Fridays présentée après la sortie de l'album My Beautiful Dark Twisted Fantasy. Elle a été commercialisée officiellement sur iTunes dans une version n'incluant que Teyana Taylor, CyHi Da Prynce et Kanye West. Le titre est composé par Hit-Boy. |